# Plantation de Lameshur
La plantation de Lameshur est une ancienne sucrerie et plantation de sucre située au sud de Saint John dans les Îles Vierges des États-Unis.

## Historique
Il se trouve dans le Parc national des Îles Vierges et abrite la station de ressources environnementales des Îles Vierges (VIERS). Le programme Tektite a mis en place deux habitats sous-marins dans la baie de Great Lameshur et le musée de l'habitat sous-marin Tektite est situé dans le camp de VIERS. L'Université des Îles Vierges dispose d'une station de recherche et d'un quai à Lameshur, à Yawzi Point.